# Dancing Fantasy
Dancing Fantasy（ダンシングファンタジー）とは1990年にアメリカ合衆国で活動を開始し、2000年まで同国内を中心に活動したニューエイジ・ミュージック，スムースジャズユニットである。電子音楽の先駆者であるクラウス・シュルツェが主宰するInnovative Communicationという電子音楽レーベルに所属していた。

## 概要
デジタルシンセサイザーを中心としながら、ギター，ベースのジャズ的な演奏を取り入れ、各国の民族楽器からのサンプリングを取り入れるなど、スムースジャズ的でありながら異国情緒溢れる音楽性である。ビート感も取り入れられており、音楽性はエニグマにも類似している。
アメリカとドイツでCDが発売されていたが、日本における作品発売は行われていない。
2010年代以降、1990年代初期のチープなデジタルシンセの音色を求めて、ヴェイパーウェイヴでサンプリングされることがある。

### ディスコグラフィ[2]

#### アルバム
- Midnight Blvd.（1990年）
- California Grooves（1991年）
- Moonlight Reflections (...More Than Words Can Say)（1992年）
- Worldwide（1993年）
- Live USA（1994年）（アメリカ合衆国におけるライブの模様を収録している）
- Day Dream（1995年）
- Love Letters（1997年）
- Dancing Fantasy（1999年）
- Soundscapes（2001年）
- Back Home（2015年）

### ヴェイパーウェイヴとの関わり
1994年に発表したアルバムであるWorldwideのDeja Vuという曲は、ヴェイパーウェイヴアーティストのMacintosh Plus（Vektroidの別名義）の「ECCOと悪寒ダイビング」という曲でもサンプリングされ、その元ネタとしても有名である。「ECCOと悪寒ダイビング」は、Macintosh Plusの唯一のアルバムであるFloral Shoppe（フローラルの専門店）に収録されている。